# Naphal
A naphal (Lepomis gibbosus) a sugarasúszójú halak (Actinopterygii) osztályának sügéralakúak (Perciformes) rendjébe, ezen belül a díszsügérfélék (Centrarchidae) családjába tartozó faj.
Őshazája Észak-Amerika keleti fele, Kanadától egészen Floridáig. Angolul pumpkinseed sunfish a neve, mely utal a méretére, az alakjára, hiszen ez magyarra fordítva tökmag naphalat jelent. Magyarországra inváziós fajként az akvaristák közvetítésével jutott el, melyet a köznyelv elnevezett még cifrakárásznak, napkárásznak, japánkárásznak és amerikai naphalnak is. A naphal nevet valószínűleg azért kapta, mert nagyon szereti a napfényes, világos- partközeli részeket és színezete ehhez mérten mesebeli színpompával párosul. 
Akvaristák kedvelik, mert szép küllemű, szívós és nem utolsósorban könnyen tartható hal. Gazdasági jelentősége nincs, pedig húsa átsütve ízletesebb, mint a keszegeké, de inkább csak különlegességként, alkalmilag kerül asztalra. Más fajok ikráit és ivadékait pusztítja, ezzel kárt tud okozni a halgazdaságokban.

## Előfordulása
Eredeti előfordulási területe Észak-Amerika keleti része, Kanadától egészen Floridáig, de már nagyon sok más helyre is betelepítették. Európába Kanadából, mint akváriumi halat szállították 1887-ben. Az akvaristák körében nagy népszerűségnek örvendett, ezért tógazdaságokban is foglalkozni kezdtek a tenyésztésükkel. Magyarországra 1905-ben egy Németországból származó import révén bekerült az iharosi tógazdaságba, ahonnan kiszökött és eljutott a Drávába, a Balatonba, majd nagyon gyorsan elterjedt a Duna egész vízrendszerében. Napjainkra már közönségessé vált, a tiszta, álló vagy lassú folyású magyarországi vizek növényzettel benőtt, iszapos vagy homokos medrű szakaszain mindenhol előfordulhat.

### Hasonló fajok
A Magyarországon őshonos halak nem hasonlítanak a naphalra. Más betelepített fajok közül legjobban a legközelebbi rokona, a pisztrángsügér hasonlít rá, hiszen ennek a hátúszója és anális úszója is hasonló felépítésű, de a teste nyújtottabb, nagy szája a szeme alá ér, valamint a kopoltyúján nincs színes folttal díszített bőrfüggelék. A másik hozzá hasonló faj a nílusi tilápia, mely eltér abban, hogy más a színezete és a farokúszóját harántsávok díszítik. A szivárványsügér is szóba jöhet, de ennek az anális úszója hátrasimítva lényegesen túlér a farokúszó kezdetén.

## Megjelenése
A kifejlett hal testhossza maximum 25 centiméter lehet, de az átlagos hal 10-15 centiméteres. Magas, oldalról lapított zömök teste van. Kettős hátúszója teljesen egybeolvadt. Mellúszói viszonylag nagyok míg szája kicsiny és félig felső állású. Szeme a fejéhez képest nagy, orra rövid és alig hosszabb, mint a szemének átmérője. Fésűs pikkelyei közepes nagyságúak, erősen ülnek és számuk a hátoldal felé ívelt oldalvonalon 37-41 darab. A mellúszója hosszú és hegyes, a lekerekített szélű hasúszók a mellúszók alatt vannak, az első sugaruk kemény és tüskeszerű.
A naphal színpompája a kifejlett állatokon szembetűnő, hiszen színezete kortól, nemtől, évszaktól és élőhelytől függően változhat. A felnőtt állatok háta olajbarna, az oldalak csillogását az egymást váltó narancsvörös, kék és zöld foltok okozzák és a hasa sárga színű. Fején a szem alatt csillogó kékeszöld csíkok találhatóak. Kopoltyúfedőjének bőrfüggelékén egy élénk narancsvörös és egy nagyobb fekete foltot visel. Az úszók sárgás színűek, a hátúszó lágy részén és a farokúszó feketén foltozott.

## Életmódja
Nagyobb állománya ott alakul ki, ahol sekély a víz és van benne hínárnövényzet, de az még nem burjánzott el teljesen. A mélyebb holtágakban csak a parti részeken ritkábban, míg a fiatalabb kavicsbánya tavakban, akár nagyobb állománya is kialakulhat. Nagyobb folyókban a márnaszint és a dévérzóna hala, de ott nem gyakori. Kisebb folyókban a domolykó- és sügérzónában előfordulhat, de a hegyi patakokban már nincs jelen. Tápláléka igen változatos, planktonrákokon kívül nagymennyiségű szúnyoglárvát és más halak ikráját és lárváját fogyasztja. Táplálékát a 20-30 centiméteres mélységű vizekben keresgéli és kisebb hányadban, de akár a saját fajok ivadékát is megeszi.
Magyarországon a természetes ellenségei közül az európai harcsa, a fogassüllő csak ritkán merészkedik a partszéli helyekre, ezért ezeknek a ragadozóhalaknak a táplálékbázisában csak kiegészítő szerepet játszik. Talán életmódjuk miatt a csuka és az európai angolna jelent rá igazi veszélyt, hiszen ezek étlapjára már könnyedén felkerülhet.

## Szaporodása
A naphal ivarérettségét 2-3 éves korára éri el. Ívási ideje május második fele és június, amikor a víz hőmérséklete már megközelíti a 20 °C-ot. A hím ilyenkor feltűnő színeket ölt. A sekély, homokos vagy köves aljzatú ívóterületet a hím választja ki és itt kezdi meg a „fészkek” építését. Ezek valójában egyszerű gödrök, melyek átmérője körülbelül a hím testhosszának kétszerese. A hím a már kész fészekhez engedi oda a nőstényt, ahol az több részletben rakja le, legfeljebb ötezer szemű és egy milliméter átmérőjű ikráit. A nász befejeztével a hím elüldözi a nőstényt és igyekszik minden más ellenséget is távol tartani. Az úszóinak állandó mozgásával biztosítja az ikra fejlődéséhez szükséges oxigéndús vizet. Az ikraszemek a gödörben lévő apróbb kavicsokra, gyökér- és vízinövény darabokra tapadnak. Kikelésükhöz 2-5 napra van szükség a víz hőmérsékletétől függően. A kikelő lárvák 1-2 napig a fészekben maradnak. A hím igyekszik megakadályozni az elúszásukat és akár a szájába véve is visszahordja az elkujtorgó lárváit. A lárvák gyorsan fejlődnek és kezdetben plankton táplálékon élnek.

## Horgászata
A horgászata egész egyszerű, hiszen a partmentén él így a horgász akár szabad szemmel is láthatja a leendő zsákmányt. Javasolt szerelés az úszós készség, melyet gilisztával, csontival, de akár csupasz horoggal a hal elé lógatva is lehet sikert elérni. A csalinál arra kell ügyelni, hogy kicsi a hal szája ezért nagyméretű csalira nem tud rákapni. Kapása agresszív és védekezése maximum 15 centiméteres méretéhez képest jónak mondható. Kizárólagosan csak naphalra nem szoktak horgászni, általában csalihalnak fogják. Kifejlett példányai azonban jól kiegészíthetnek egy más nagyobb halakból álló zsákmányt.

## Galéria
A képeken jól látható, hogy méretét tekintve a kisebb méretű halakhoz tartozik. Élőhelye a partközeli sekély és homokos rész, valamint az is látszik, hogy időszaktól és élőhelytől függően eltérhetnek a színváltozatai.

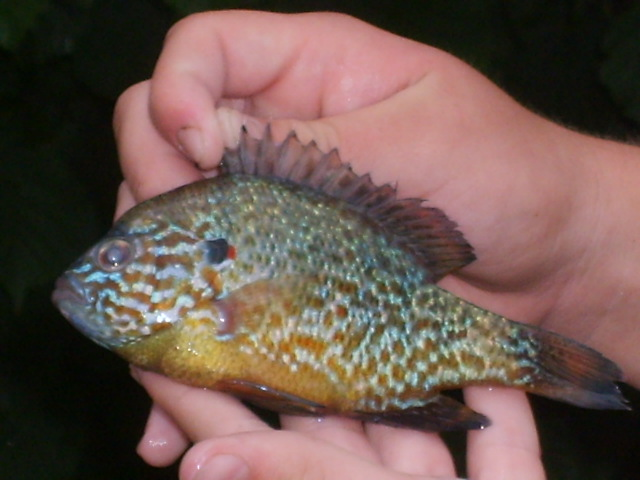
Felnőtt példányán jól látható a mérete
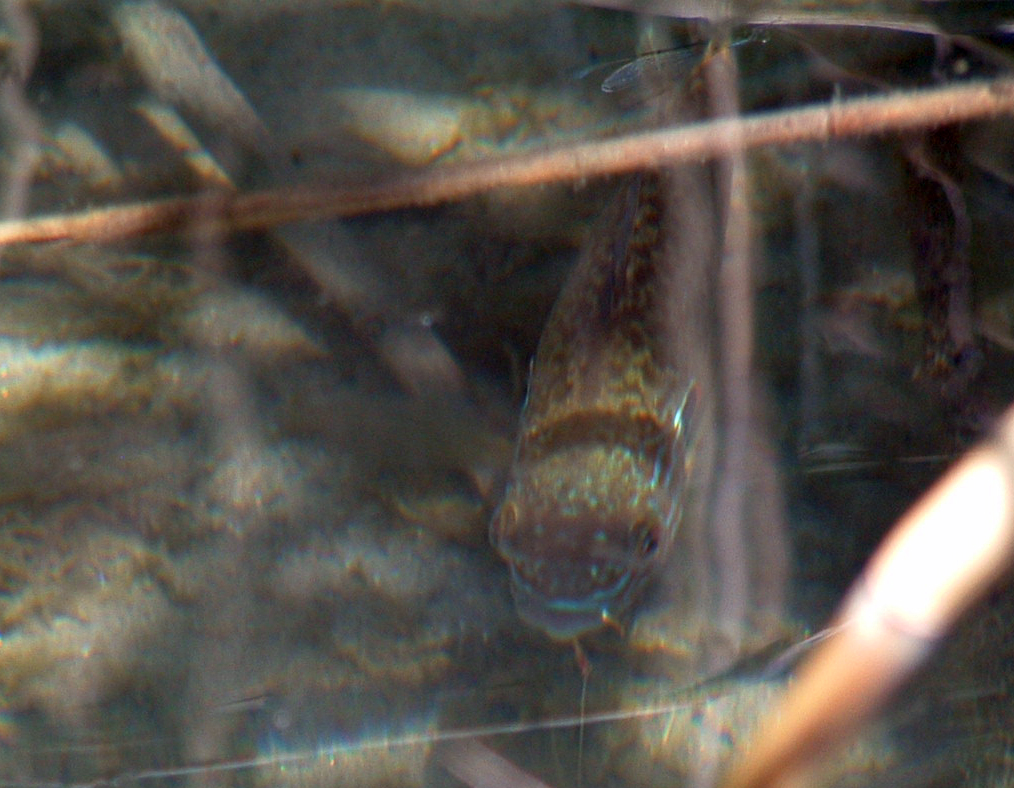
Olaszországban a Mergozzo tónál készített felvételen jól látszik, hogy a part menti sekély részen fordul elő
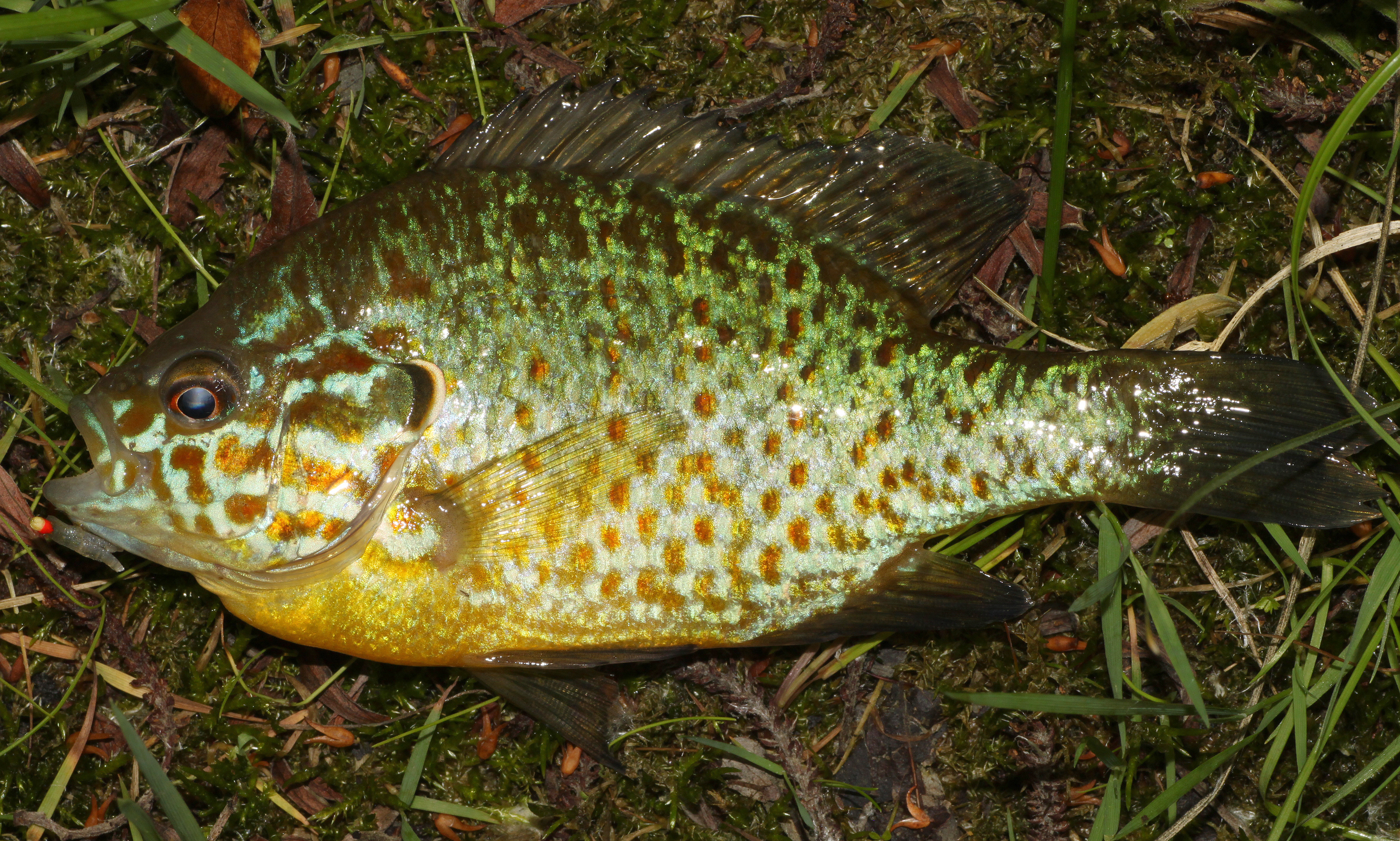
Németországban a Dunából Ulmnál előkerült példánya

### Internetes leírások a naphalról
- A taxon adatlapja az ITIS adatbázisában. Integrated Taxonomic Information System. (Hozzáférés: 2011. november 20.)
- Lepomis gibbosus (Linnaeus, 1758). WoRMS. (Hozzáférés: 2011. november 20.)
- Lepomis gibbosus pumpkinseed (angol nyelven). Animal Diversity Web. (Hozzáférés: 2011. november 20.)
- Lepomis gibbosus pumpkinseed (angol nyelven). Encyclopedia of Life. (Hozzáférés: 2011. november 20.)
- Lepomis gibbosus (angol nyelven). uBio. (Hozzáférés: 2011. november 20.)